# Rage for Order
Rage for Order — второй студийный альбом группы Queensrÿche, вышедший 27 июня 1986 года. Альбом был переиздан 6 мая 2003 года с четырьмя бонус-треками.

## Значение
В 2005 году Rage for Order занял 343-ю строчку в списке 500 величайших рок- и метал-альбомов всех времён журнала Rock Hard. В марте 2023 года группа авторов американского издания Rolling Stone включила песню «Walk in the Shadows» данного альбома в список «100 величайших хеви-метал песен всех времён». В этом рейтинге она заняла 48-ю позицию, заметку о ней составила Сара Грант.

## Список композиций
| №  | Название                 | Автор(ы)                               | Длительность |
| -- | ------------------------ | -------------------------------------- | ------------ |
| 1. | «Walk in the Shadows»    | Крис ДеГармо, Джефф Тейт, Майкл Уилтон | 3:32         |
| 2. | «I Dream in Infrared»    | Тейт, Уилтон                           | 4:19         |
| 3. | «The Whisper»            | ДеГармо                                | 3:35         |
| 4. | «Gonna Get Close to You» | Лиза Далбелло                          | 4:37         |
| 5. | «The Killing Words»      | ДеГармо, Тейт                          | 3:56         |
| 6. | «Surgical Strike»        | ДеГармо, Уилтон                        | 3:20         |

| №   | Название                            | Автор(ы)              | Длительность |
| --- | ----------------------------------- | --------------------- | ------------ |
| 7.  | «Neue Regel»                        | ДеГармо, Тейт         | 4:58         |
| 8.  | «Chemical Youth (We Are Rebellion)» | Тейт, Уилтон          | 4:15         |
| 9.  | «London»                            | ДеГармо, Тейт, Уилтон | 5:04         |
| 10. | «Screaming in Digital»              | ДеГармо, Тейт, Уилтон | 3:39         |
| 11. | «I Will Remember»                   | ДеГармо               | 4:24         |

| №   | Название                                                                           | Автор(ы)              | Длительность |
| --- | ---------------------------------------------------------------------------------- | --------------------- | ------------ |
| 12. | «Gonna Get Close to You» (12" version)                                             | Далбелло              | 5:46         |
| 13. | «The Killing Words» (live at The Astoria Theatre, London, U.K. on 20 October 1994) | ДеГармо, Тейт         | 4:10         |
| 14. | «I Dream in Infrared» (1991 acoustic remix)                                        | Тейт, Уилтон          | 4:02         |
| 15. | «Walk in the Shadows» (live at Madison and LaCrosse, WI on 10–12 May 1991)         | ДеГармо, Тейт, Уилтон | 3:39         |

## Участники записи
Queensrÿche
- Джефф Тейт — вокал, клавиши
- Крис ДеГармо — гитара, бэк-вокал
- Майкл Уилтон — гитара, бэк-вокал
- Эдди Джексон — бас-гитара, бэк-вокал
- Скотт Рокенфилд – ударные, перкуссия

Дополнительные музыканты
- Найл Кернон — клавиши
- Брэдли Дойл — программирование

## Позиции в чартах
| Год  | Чарт                   | Позиция |
| ---- | ---------------------- | ------- |
| 1986 | Dutch Albums Chart     | 31      |
| 1986 | Swedish Albums Chart   | 47      |
| 1986 | Billboard 200 (USA)    | 47      |
| 1986 | German Albums Chart    | 58      |
| 1986 | UK Albums Chart        | 66      |
| 1986 | RPM100 Albums (Canada) | 85      |

| Год  | Название                 | Чарт             | Позиция |
| ---- | ------------------------ | ---------------- | ------- |
| 1986 | «Gonna Get Close to You» | UK Singles Chart | 91      |